# Daniel Cervantes
Daniel Ángel Cervantes Fraire (ur. 28 czerwca 1990 w Aguascalientes) – meksykański piłkarz występujący na pozycji środkowego obrońcy, od 2023 roku zawodnik Celayi.